# Timur Timerzyanov
Pour les articles homonymes, voir Timur (homonymie).
Timur Timerzyanov (né le 31 janvier 1987 à Kazan) est un pilote de rallycross russe. 

## Biographie
Il a été titré champion d'Europe Super 1600, en 2010. L'année suivante, il termine troisième, avec une victoire, de la catégorie supérieure, les Supercars. En 2012, il devient champion d'Europe de rallycross avec six victoires, chose qu'il réédite l'année suivante, sans décrocher une seule victoire.
En 2014, il participe au tout nouveau Championnat du monde de rallycross (World RX), sur une Peugeot 208 WRX officielle. Auteur d'une saison décevante, il n'est pas reconduit pour 2015. Il s'engage donc avec l'équipe suédoise Olbergs MSE sur une Ford Fiesta ST. Il quitte l'équipe fin 2015 et signe avec l'équipe autrichienne World RX Team Austria pour la saison 2016. Il s'engage pour le saison 2017 au côté de Jānis Baumanis sur une Ford Fiesta RXS dans l'équipe STARD. Pour la saison 2018, il s'engage aux côtés de la nouvelle équipe de Marcus Grönholm nommée Grönholm RX avec une 
Hyundai i20.